# Севернокорейски ядрен опит (2013)
Ядреният опит от 12 февруари 2013 е третият подземен ядрен опит на Северна Корея според  Севернокорейската държавна медия. Трусовете, които предизвиква взривът, са с първоначален магнитуд 4,9 по скалата на Рихтер (по-късно коригиран на 5,1), и са засечени от Китай и САЩ. В отговор Япония свиква спешно заседание на ООН на 12 февруари, а Южна Корея повишава военната си тревога. Не е известно дали експлозията е ядрена или конвенционална експлозия, проектирана да имитира ядрен взрив. Два дни след взрива, китайски, японски и южнокорейски следователи не успяват да открият радиация.

## Опит
На 12 февруари 2013 г. говорител на армията на Северна Корея заявява, че успешно е проведен трети подземен тест с ядрено оръжие, според „Yonhap“. Северна Корея също така заявява, че при тестът е използвано миниатюрно ядрено устройство с голяма експлозивна сила.
Преди да стане ясно, че са проведени тестове, сеизмична активност е засечена в Северна Корея от геоложката и сеизмична мрежа, управлявана от САЩ. Голям трус, първоначално оценен на магнитуд от 4,9, е засечен в Северна Корея и правителствата в региона се опитват да определят дали това е трети ядрен опит. Величината на евентуалния ядрен трус е променена от 4,9 до 5,1, с епицентър на 24 km изток-североизток от Сънджибаегям, Северна Корея. Трусът настъпва в 11:57 ч. местно време.
По-късно Геофизичната служба на Руската академия на науките уверява жителите в руския Далечен Изток, че ядреният взрив не е предизвикал никакви сеизмични събития и подземни трусове в района в 16:00 часа местно време на 12 февруари 2013 г., като по този начин тестът не представлява опасност за живущите там.
Китайският земетръсен център също съобщава за това събитие с магнитуд 4,9. Трусът, причинен от теста, е усетен от жителите на съседния град Хунчун и Анту, провинция Дзилин. Граждани на Хесан, провинция Рянган на Северна Корея, на 80 km западно от мястото на опита, твърдят, че много 5 и 7-етажни сгради се разтърсват много силно и това предизвика напукване по тях. Експлозията е регистрирана от 94 сеизмични станции и две инфразвукови станции в глобалната система за мониторинг.

## Последвали опити
На 4 февруари 2013 г. южнокорейски военен представител заявява, че може би „южният тунел е примамка, но не се изключва режимът да проведе ядрени опити едновременно в двата тунела“. На 15 февруари 2013 г., Северна Корея уведомява Китай, че подготвят още един или два ядрени опита през тази година. На 8 април 2013 г. Южна Корея наблюдава активност в Пюнге-ри, като предполага, че се подготвя четвърти подземен тест. По-късно се смята, че дейността на тунелиране, която започва през април, е за дългосрочен проект и че ядрен тест няма да се случи скоро.
Според експерт от САЩ, Северна Корея разполага с всичко на място за четвърта експлозия, но се колебае поради страха, че ще разгневи Китай. Професор от университета Джорджтаун прогнозира, че тест ще се направи през пролетта на 2014 г. най-късно.
На 17 декември 2013 г., член на Комитета за парламентарно разузнаване на Южна Корея обявява, че ядрени и ракетни тестове ще се проведат скоро. Това става, след като Северна Корея разпръсва пропагандни листовки в Южна Корея, в които заплашва с унищожаване на Беняндо.
На 22 април 2014 г. Южна Корея отново твърди, че Северна Корея подновява дейността си в основната си площадка за ядрени опити, което означава, че те могат да се подготвят за четвъртия си подземен ядрен опит. САЩ призовава Северна Корея да се въздържа от изпитване.
На 6 януари 2016 г. Северна Корея съобщава, че е проведен успешен тест на водородна бомба, което, ако се потвърди, ще бъде първи за изолираната държава и значителен напредък за военните ѝ амбиции. Тестът се провежда в 10 ч. местно време, заявява режимът в телевизионно изявление.

## Реакции
В отговор японският премиер Шиндзо Абе свиква спешна среща на Съвета за сигурност на ООН. Извънредното заседание е проведено в 9:00 ч. на 12 февруари 2013 г. Тибор Тот потвърждава, че мястото на събитието е „приблизително същото“ от ядрените изпитания, проведени от Северна Корея през 2006 г. и 2009 г. Министерството на отбраната изпраща самолети да търси следи от радиационни ефекти. Правителството на Япония провежда среща на националния съвет за сигурност в Токио, според „NHK“. Военните в Южна Корея също повишават нивото си на готовност.